# Sakigake

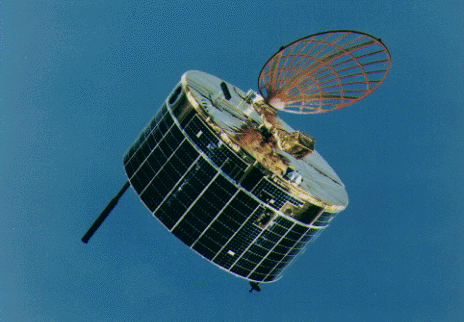
Sonda Sakigate

Sakigate é uma sonda espacial não tripulada japonesa, que foi lançada ao espaço pelo foguete M-3SII-1, do Centro Espacial de Kagoshima, em 8 de Janeiro de 1985. Seu nome significa Pioneiro em japonês. Seu lançamento foi gerenciado pela antiga agência espacial japonesa o Institute of Space and Astronautical Science, que ainda existe, mas recebeu novas atribuições quando da reformulação atual da agência espacial japonesa agora denominada de JAXA.
Trata-se de uma sonda semelhante a sonda sonda Suisei que foi lançada posteriormente. A sonda entrou em uma órbita heliocêntrica para poder interceptar o cometa Halley. É uma sonda idêntica à sonda Suisei, exceto quanto à parte de seus equipamentos eletrônicos.  Ela transportava cerca de três instrumentos científicos que eram destinados a medir o espectro do plasma, os íons do vento solar, e o campo magnético interplanetário. Todos os três instrumentos funcionaram normalmente.
Tal como a sonda Suisei, esta sonda foi feita para testar as tecnologias japonesas para missões em espaço profundo, incluindo comunicações, controle de altitude e a obtenção de dados científicos.
A sonda tinha a forma de um cilindro e foi lançada direto ao espaço, sem antes entrar em órbita terrestre. Era constituída de uma estrutura de fibra de carbono reforçada com plástico. A sonda girava a uma rotação constante de duas velocidades, de 5 e de 0,2 rpm. Propulsores de hidrazina eram utilizados para o controle de altitude e de velocidade.
A sonda voou em direção ao cometa Halley quando este se dirigia para o Sol, ficando a uma distância de 7 milhões de quilômetros, isso em 11 de Março de 1986.
A sonda Sakigake fez uma operação de assistência gravitacional com o auxílio da força da gravidade da Terra em 8 de Janeiro de 1992. A aproximação máxima foi as 23 horas, 8 minutos, 47 segundos conforme a Japan Standard Time, tendo mantido uma distância geocêntrica de 88 997 quilômetros.
Foi a primeira nave espacial do Japão a fazer o uso da assistência gravitacional. Durante a sua aproximação com a Terra, a sonda realizou observações das magnetosfera terrestre. Uma segunda assistência gravitacional ocorreu em 14 de Junho de 1993 e a sonda agora estava a cerca de 40 raios da Terra de distância. Uma terceira assistência gravitacional ocorreu em 28 de Outubro de 1994, agora a cerca de 86 raios terrestres de distância.
Porém os controladores da missão perderam contacto com a sonda em 15 de Novembro de 1995, encerrando a curta fase de sua missão estendida, que pretendia observar o cometa Honda-Mrkos-Pajdusakova em 3 de Fevereiro de 1996 e o cometa Giacobini-Zinner em 29 de Novembro de 1998.

## Armada Halley
A sonda Sakigake fez parte do que se denominou chamar de Armada Halley, um conjunto de quatro missões espaciais, que visaram entre outras funções, a de pesquisar o Cometa Halley. As outras missões foram a Vega 1 e 2, Giotto, ISEE-3/ICE, e Suisei.

## Sumário
- Peso da sonda: 141 kg
- Tipo de órbita: Heliocêntrica
- Indexador internacional da sonda: 1985-001A